# Батл Крик
«Батл Крик» (англ. Battle Creek) — американский комедийно-драматический телесериал с Джошем Дюамелем и Дином Уинтерсом в главных ролях. Сериал создан Дэвидом Шором и Винсом Гиллиганом. Премьера состоялась 1 марта 2015 года на телеканале CBS.
8 мая 2015 года канал закрыл сериал после одного сезона.

## Сюжет
Старший детектив Расс Эгнью работает в полиции города Батл-Крик в штате Мичиган. Местная полиция не имеет достаточных средств для борьбы с преступностью, работая с устаревшим оборудованием и размещаясь в маленьком помещении, поэтому на высшем уровне принимается решение открыть в Батл Крике офис ФБР. Из Детройта в городок переводят также успешного агента ФБР Милтона Чемберлена, который вызывает у Эгнью неприязнь.
Внезапно в Батл Крике происходит громкое убийство двух наркоторговцев, и Чемберлен берёт Эгнью в напарники. С этого момента и начинается сотрудничество двух совершенно разных полицейских.

## Разработка и производство
В сентябре 2013 года компания Sony Pictures Television объявила, что она заключила сделку с CBS на производство нового телесериала под названием «Батл Крик», созданного на основе сценария Винса Гиллигана, который он написал за десять лет до этого. Несмотря на название шоу, сериал не снимался в Батл Крик, штат Мичиган. Однако большинство сцен в начальных титрах всё же были сняты в этом городе. Также актёры, играющие главных героев, посетили Батл Крик летом 2014 года, чтобы посмотреть город, его жителей и особенно отдел полиции. CBS заказал тринадцать эпизодов, которые гарантировал показать.

## В ролях

### Основной состав
- Джош Дюамель — специальный агент ФБР Милтон Чемберлен
- Дин Уинтерс — старший детектив Расс Эгнью
- Обри Доллар — офис-менеджер Холли Дейл
- Эдвард «Грейпвайн» Фордэм мл. — детектив Аарон Фанкхаузер
- Кэл Пенн — детектив Фонтанель Уайт
- Джанет Мактир — коммандер Кимберли «Ким» Гузиевич

### Второстепенный состав
- Лиза Лапира — детектив Эрин Джейкокс
- Дэймон Херриман — детектив Ниблет
- Мередит Итон — Мередит Оберлинг

### Приглашённые актёры
- Паттон Освальт — мэр Скутер Харди
- Питер Джейкобсон — Даррел Харди
- Кэндис Берген — Констанция Эгнью

## Эпизоды
| № | Название                                      | Режиссёр            | Автор сценария                        | Дата премьеры  | Зрители в США (млн) |
| --- | --------------------------------------------- | ------------------- | ------------------------------------- | -------------- | ------------------- |
| 1 | «The Battle Creek Way» «Дорога в Батл Крик»   | Брайан Сингер       | Дэвид Шор и Винс Гиллиган             | 1 марта 2015   | 7,92                |
| Полиция Батл Крика подаёт прошение об обновлении оборудования, однако вместо этого им на помощь присылают агента ФБР Милтона Чемберлена, который нравится всем, кроме старшего детектива Расса Эгнью. Тем не менее именно ему приходится работать с агентом, когда в городе происходит двойное убийство. |                                               |                     |                                       |                |                     |
| 2 | «Syruptitious» «Кленовый сироп»               | Эндрю Бернштейн     | Рассел Френд и Гарретт Лернер         | 8 марта 2015   | 6,93                |
| В лесу находят труп человека, которого утопили в кленовом сиропе. Эгнью, несмотря на распоряжение капитана привлечь к расследованию Чемберлена, старается работать один. В ходе расследование выясняется, что в Батл Крик существует сиропный картель и подозрение падает на его главу. Тем временем Фонт пытается вывести на чистую воду человека, который продал ему поддельную медицинскую марихуану.                                                                                    |                                               |                     |                                       |                |                     |
| 3 | «Man’s Best Friend» «Лучший друг человека»    | Оз Скотт            | Томас Л. Моран                        | 15 марта 2015  | 6,79                |
| После презентации Милта, Расса и Фонтанеля в начальной школе, собака Фонта, которая ищет наркотики, обнаруживает килограммовый пакет героина у маленькой девочки в портфеле. Расс отправляет Джейкокс на семинар ФБР в Детройте, чтобы она выяснила у бывшего начальника Милта, почему того перевели в Батл Крик. |                                               |                     |                                       |                |                     |
| 4 | «Heirlooms» «Наследство»                      | Дэниел Сакхайм      | Дэвид Шор                             | 22 марта 2015  | 6,05                |
| Молодую официантку убивают в собственном дому. На первый взгляд она была обычной девушкой, которую все любили, однако если копать глубже выясняется, что всё далеко не так просто, ведь у каждого есть тёмные тайны в прошлом и скелеты в шкафу. Милт рассказывает Рассу свою историю поступления в академию ФБР. |                                               |                     |                                       |                |                     |
| 5 | «Old Flames» «Старые страсти»                 | Ричард Дж. Льюис    | Эста Сполдинг                         | 29 марта 2015  | 6,02                |
| Дом Гузиевич поджигают. Под подозрение попадает её приёмный сын, у которого были проблемы с законом и наркотиками, недавно выпущенный преступник, которого она посадила в тюрьмы двенадцать лет назад и внушительный список бывших ухажёров. Тем временем Милт пытается убедить Расса признать его чувства к Холли и сделать первый шаг. |                                               |                     |                                       |                |                     |
| 6 | «Cereal Killer» «Нереальный убийца»           | Крэйг Зиск          | Линдси Джюитт Стурман                 | 5 апреля 2015  | 5,58                |
| На 31-м ежегодном «Дне завтраков» в Батл Крик совершается покушение на мэра Скутера Харди; при этом страдает также «талисман», который находился рядом с мэром. В ходе расследования становится непонятно, кого же всё-таки пытались убить, а также всплывают несколько нелицеприятных тайн. |                                               |                     |                                       |                |                     |
| 7 | «Mama's Boy» «Маменькин сынок»                | Дэн Аттиас          | Маркью Джексон                        | 12 апреля 2015 | 6,48                |
| Полиция Батл Крика расследует дело, связанное с найденной в озере ступнёй, обутой в кроссовок Nike. Расс понимает, что это подделка, и решает проконсультироваться у своей матери Констанции, которая сидит в тюрьме за мошенничество. Милт убеждает Расса выпустить её из тюрьмы на время расследования. |                                               |                     |                                       |                |                     |
| 8 | «Old Wounds» «Старые раны»                    | Рэнди Зиск          | Рассел Френд и Гарретт Лернер         | 26 апреля 2015 | 6,14                |
| Приёмный сын капитана Гузиевич обращается к Милту за помощью, так как думает, что человек, которого посадили за убийство его родителей много лет назад — невиновен. Милт выясняет, что при расследовании этого дела были допущены грубейшие нарушения, так как всё дело было практически построено на показаниях маленького ребёнка, а некоторые свидетельства вообще не были учтены. Несмотря на то, что Гузиевич запрещает заново открывать дело, Милт и Расс возобновляют расследование. |                                               |                     |                                       |                |                     |
| 9 | «Gingerbread Man» «Колобок»                   | Эрик Ла Саль        | Томас Л. Моран                        | 3 мая 2015     | 6,18                |
| Во время патрулирования с Рассом Фонт замечает опасного преступника Барклая Спейдса. Однако когда он приходит с этим к Милту, тот говорит, что по данным ФБР Спейдс погиб, прыгнув с моста, причём очевидцем был полицейский. У учитывая то, что у Фонтанеля абсолютная память на лица, Милт и Расс заново открывают дело и приступают к поискам Спейдса в Батл Крик. |                                               |                     |                                       |                |                     |
| 10 | «Stockholm» «Стокгольм»                       | Эллисон Лидди-Браун | Дэвид Шор                             | 10 мая 2015    | 6,31                |
| Из тюрьмы сбежал заключённый, который был осуждён за ограбление и убийство 20 лет назад, причём срок его заключения истекал всего через пять дней после побега. Во время расследования по стечению обстоятельств получается так, что преступник похищает Расса. Милт подключает все ресурсы, чтобы его отыскать, однако преступник оказывается на удивление умным и оказывается всё время на несколько шагов впереди как полиции, так и Расса, который пытается сбежать.                    |                                               |                     |                                       |                |                     |
| 11 | «The Hand-Off» «Руки прочь»                   | Колин Бакси         | Эста Сполдинг и Линдси Джюитт Стурман | 17 мая 2015    | 5,10                |
| Среди белого для в парке стреляют в мужчину, отдыхающего со своей женой и дочерью. По мере расследования выясняется, что мотив был у жены пострадавшего, однако Расс не хочет верить в её виновность. Из-за того, что Милт заставил своего бывшего коллегу в ФБР, который был ему должен, привлечь ресурсы управления, однако не выдал свой источник судье для оснований для выдачи ордера, Милта отстраняют от расследования.                                                              |                                               |                     |                                       |                |                     |
| 12 | «Homecoming» «Возвращение»                    | Джеймс Родэй        | Дэнни Уайсс                           | 17 мая 2015    | 5,30                |
| Главный тренер по футболу школьной команды Батл Крика был найден мёртвым в собственном офисе. Оказывается, что смерти тренера могли желать многие, к тому же у них была возможность это сделать. Тем временем Расс обескуражен тем, что Холли не хочет продолжать отношения после того, как они перешли на новый уровень. |                                               |                     |                                       |                |                     |
| 13 | «Sympathy for the Devil» «Сочувствие дьяволу» | Эндрю Бернштейн     | Томас Л. Моран и Дэвид Шор            | 24 мая 2015    | 4,71                |
| Когда в машину Милта подкладывают бомбу, после взрыва которой он чудом остаётся жив, он просит Расса помочь в расследовании, не привлекая других полицейских из участка. Оказывается, что Милт знает, кто за ним охотится, но не хочет говорить это напарнику, что выводит Расса из себя. Расследование заканчивается тем, что их обоих похищают, а Милт наконец рассказывает Рассу всю правду о нём самом и о том, почему его перевели в Батл Крик.                                        |                                               |                     |                                       |                |                     |